# Hazen Brigade Monument
L'Hazen Brigade Monument est un monument aux morts américain dans le comté de Rutherford, dans le Tennessee. Il est protégé au sein du champ de bataille national de la Stones River.